# Camille Riquier
Pour les articles homonymes, voir Riquier.
Camille Riquier, né en 1974, est un philosophe français, spécialiste de philosophie française et doyen de la faculté de philosophie de l'Institut catholique de Paris.

## Biographie
Agrégé de philosophie en 2000, il soutient en 2007 une thèse de doctorat à l'université Paris IV, intitulée « Temps et méthode chez Bergson », puis obtient une HDR en 2018. Il est [Depuis quand ?] professeur, puis doyen de la faculté de philosophie à l'Institut catholique de Paris.
Il est l'auteur d'ouvrages sur Bergson, Péguy et Sartre.
Membre de la rédaction de la revue Esprit, il a également publié quelques articles dans le quotidien Libération, notamment pour rendre hommage au philosophe Jean-Louis Chrétien dont il était proche.
Il est aussi membre du comité de rédaction des revues Alter et Philosophie.
En 2010, il a reçu le prix La Bruyère de l'Académie Française pour son livre Archéologie de Bergson.
En 2020 est publié son ouvrage Nous ne savons plus croire, réédité en 2023 aux éditions PUF avec une postface inédite.

## Extrait
Homme de peu de foi, de peu de confiance

« Cette foi spontanée de chacun dans la foi de l'autre est originaire ; elle constitue même le lien primordial de toute société. En cela, la foi vit de la foi des autres et le croyant n'est jamais seul face à son Dieu, fût-ce à cause de la foi des hommes de qui il la tient et de ceux qui l'ont également reçue en partage. »

— Camille Riquier, Nous ne savons plus croire, PUF, « Quadrige », 2023, p. 29.

## Publications
- Philosophie de Péguy ː ou les mémoires d'un imbécile, PUF, 2017, 552 p. (ISBN 978-2130630678)[7].
- Nous ne savons plus croire, Desclée de Brouwer, 2020, 244 p. (ISBN 978-2220096605).
  - Réd. PUF, col. « Quadrige », format Kindle, 2023, 217 p., (ASIN B0CKZG6JQV).
- Archéologie de Bergson : Temps et métaphysique, PUF, 2021, 564 p. (ISBN 978-2130833086).
- Métamorphoses de Descartes ː Le secret de Sartre, Gallimard, 2022, 336 p. (ISBN 978-2072900327)[8],[9].
- Est-ce que tu sais ou est-ce que tu crois ?, Gallimard jeune, 2022, 48 p., 15 - 18 ans (ISBN 978-2075156813)[10].